# الطواهرة (العارضة)
قرية الطواهرة، أحد قرى منطقة جازان وهي من قرى الجوة التابعة لمحافظة العارضة جنوب غرب المملكة العربية السعودية.

## انظر ايضاً
- محافظة العارضة
- العارضة (جازان)

## وصلات خارجية
- حصر الخدمات بالمدن والقرى بمنطقة جازان
- دليل الخدمات بمنطقة جازان